# Hội chứng Alport
Hội chứng Alport (IPA: /æl'pɔːt/) là hội chứng di truyền do đột biến gen, được thầy thuốc Arthur Cecil Alport phát hiện và mô tả đầu tiên vào năm 1927. Tên hội chứng này trong tiếng Anh là Alport syndrome, về mặt di truyền y học, đây là bệnh di truyền gen trội liên kết X.

## Tổng quan
- Hội chứng Alport là một tập hợp nhiều bệnh do rối loạn di truyền, hiện đã biết tần số khoảng 1/50.000,[2] đôi khi là 1/10.000 trẻ em, đặc trưng bởi viêm cầu thận, hoặc bệnh thận mạn tính giai đoạn cuối và suy giảm thính lực dần dần.[3] Lúc mới phát hiện hội chứng này (năm 1927), Arthur Cecil Alport đã gọi bệnh này là "hereditary familial congenital haemorrhagic nephritis" (viêm thận bẩm sinh di truyền theo gia đình") trong một bài báo khoa học ông công bố ở Tạp chí Y học Anh. Ngót 30 năm sau, không có trường hợp bệnh học nào tương tự, cho mãi đến năm 1951 có một nghiên cứu mô tả một gia đình lớn bị ảnh hưởng bệnh thận bẩm sinh giống như A.C. Alport đã phát hiện. Khoảng mười năm tiếp theo, các báo cáo từ khắp nơi trên thế giới đã thống kê được 250 người bệnh thuộc 19 gia đình mắc hội chứng này.[4]
- Vào 1961, Tiến sĩ A.J. Williamson đã tổng kết các dữ liệu có được và cho rằng:[4][5]

1. Người bệnh là nam giới nhiều hơn hẳn nữ giới. Bệnh luôn có triệu chứng đầy đủ của  viêm thận cầu thận mạn tính, bệnh nhân thường qua đời trước 30 tuổi.
2. Rối loạn thính giác bắt đầu ở bệnh nhân vào khoảng 10 tuổi, diễn biến chậm nhưng  hầu hết bệnh nhân bị mất thích giác hoàn toàn ở nam giới, còn ở nữ giới chỉ gặp một tỷ lệ bị điếc nhỏ hơn nhiều. Ngoài ra, nhiều bệnh nhân (nhưng không phải tất cả) có kèm thêm triệu chứng bệnh nhãn khoa.
3. Đây là bệnh di truyền liên kết giới tính, nhưng con cái người bệnh lại ít bị ảnh hưởng nghiêm trọng và hầu hết sống một cuộc sống bình thường.

## Triệu chứng
Hội chứng Alport đặc trưng bởi các triệu chứng về bệnh thận, mất thính lực và bất thường về mắt.
- Những người mắc hội chứng Alport đều bị chức năng thận giảm sút dần. Hầu hết tất cả các người bệnh đều có máu trong nước tiểu (tiểu máu), điều này cho thấy chức năng bất thường của thận.
- Nhiều người mắc hội chứng Alport cũng được phát hiện lượng prôtêin rất cao trong nước tiểu (protein niệu). Do đó, thận giảm sút khả năng hoạt động và nếu kéo dài thì dẫn đến bệnh thận giai đoạn cuối (End Stage Renal Disease viết tắt là ESRD).[6]
- Những người mắc hội chứng Alport thường xuyên bị suy giảm thính giác, ban đầu thường là nghe kém, sau đó có thể khiếm thính hoàn toàn, do sự bất thường của tai trong có thể xảy ra từ bé hoặc tuổi vị thành niên.
- Những người bị bệnh này còn có thể biến đổi thị giác như nhìn bị lệch, nhìn nhận màu sắc bất thường  do biến đổi mô chứa thụ thể cảm quang ở võng mạc. Tuy nhiên hiếm thấy mất thị lực hoàn toàn dẫn đến khiếm thị.[7]

## Cơ sở di truyền
- Hội chứng Alport được gây ra bởi các đột biến ở một hoặc tất cả ba alen là COL4A3, COL4A4 và COL4A5, là ba trong số sáu gen của người liên quan đến quá trình sinh tổng hợp collagen ở màng nền (basement membrane) kiểu IV, gọi tắt là collagen IV. Đột biến ở bất kỳ gen nào trong số này ngăn cản việc sản xuất hoặc lắp ráp đúng cách của mạng lưới collagen loại IV "345" chuyên biệt, là thành phần cấu trúc quan trọng của màng nền ở thận, tai trong và mắt. Nó cũng được tìm thấy ở các vị trí khác, như ở phế nang của phổi. Khi đột biến ngăn cản sự hình thành mạng lưới collagen loại IV trong cầu thận, mạng "112", được hình thành trong sự phát triển của thai nhi nhưng thường được thay thế bằng "345".[2] Protein này đóng một vai trò quan trọng đặc biệt là trong cấu trúc của cầu thận. Do đó đột biến dẫn đến sự bất thường của collagen loại IV trong cầu thận, ngăn thận lọc máu bình thường và làm cho máu và protein vào nước tiểu.
- Các alen nói trên có lô-cut định vị ở vùng không tương đồng của nhiễm sắc thể giới tính X; gen đột biến là trội, nên hội chứng Alport được kế thừa theo phương thức di truyền gen trội liên kết X. Tuy nhiên có khá nhiều kiểu di truyền khác nhau. Khoảng 80% các trường hợp đã biết được gây ra bởi đột biến alen COL4A5 và được di truyền theo mô hình liên kết X. Gen này nằm trên nhiễm sắc thể X, là một trong hai nhiễm sắc thể giới tính. Ở nam giới chỉ có một nhiễm sắc thể X, còn Y không có alen, nên một bản sao của alen COL4A5 trong mỗi tế bào cũng đủ để gây suy thận và các triệu chứng nghiêm trọng khác của rối loạn. Ở nữ giới có hai nhiễm sắc thể X, nên cả hai alen cùng là alen đột biến thì bệnh nặng, còn nếu chỉ có một alen COL4A5 đột biến (còn alen kia lặn) thì thường chỉ dẫn đến bệnh tiểu máu, ít nghiêm trọng hơn. Một đặc điểm của phương thức di truyền này là người cha bị bệnh nhưng không thể truyền alen bệnh cho con trai, vì con trai chỉ nhận Y của cha.
- Trong khoảng 15% các trường hợp, hội chứng Alport là kết quả của đột biến ở cả hai bản sao của gen COL4A3 hoặc COL4A4 và được di truyền theo mô hình lặn tự phát. Cha mẹ của một cá thể dạng lặn tự phát của tình trạng này, mỗi người có một bản sao của gen bị đột biến và được gọi là người mang gen. Một số người mang mầm bệnh không bị ảnh hưởng và những người khác phát triển một tình trạng ít nghiêm trọng hơn được gọi là bệnh thận màng đáy mỏng, được đặc trưng bởi tiểu máu.

Hội chứng Alport có di truyền trội tự phát trong khoảng 5 phần trăm trường hợp. Những người mắc hội chứng Alport này có một đột biến ở gen COL4A3 hoặc COL4A4 trong mỗi tế bào. Hiện vẫn chưa rõ lý do tại sao một số cá nhân có một đột biến trong gen COL4A3 hoặc COL4A4 có hội chứng Alport trội tự phát và những người khác có bệnh lý màng đáy mỏng.